# Abul 'Abbâs Al Qalânisî
Pour l’article homonyme, voir Ibn al-Qalanisi.
Al Imâm Abul 'Abbâs Al Qalânisî (ابو العباس القلانسي) est un théologien musulman sunnite du IXe siècle de l'ère chrétienne. 
Il n'y a quasiment aucune biographie de lui mais il est notamment connu pour avoir influencé Abul Hasan Al Ash'arî (873-935). Plusieurs auteurs ultérieurs (al-Ḥākim al-Naysābūrī, Tārīḫ Naysābūr) s'accordent à dire que quelqu'un a consulté Al Qalânisî au sujet d'une dispute théologique qui a éclaté à Nišapur en 921 ce qui implique qu'il est mort quelque temps après.
Il a notamment pris position en faveur de la possibilité de recourir au tirage au sort pour attribuer l'autorité politique en période de troubles.
Il aurait écrit plus de cent-cinquante livres de théologie.